# Abd al-Mumin
Abd al-Mumin (Tayra, cerca de Tremecén, 1095-Salé, 24 de mayo de 1163), Abd al-Mumen ibn Alí o Abdul Mumin (árabe: عبد المؤمن بن علي, ‘abd al-mū'min ben ‘alī al-kūmī), españolizado como Abdelmumén, fue el primer califa y cofundador del Imperio almohade.

## Origen y ascenso al poder

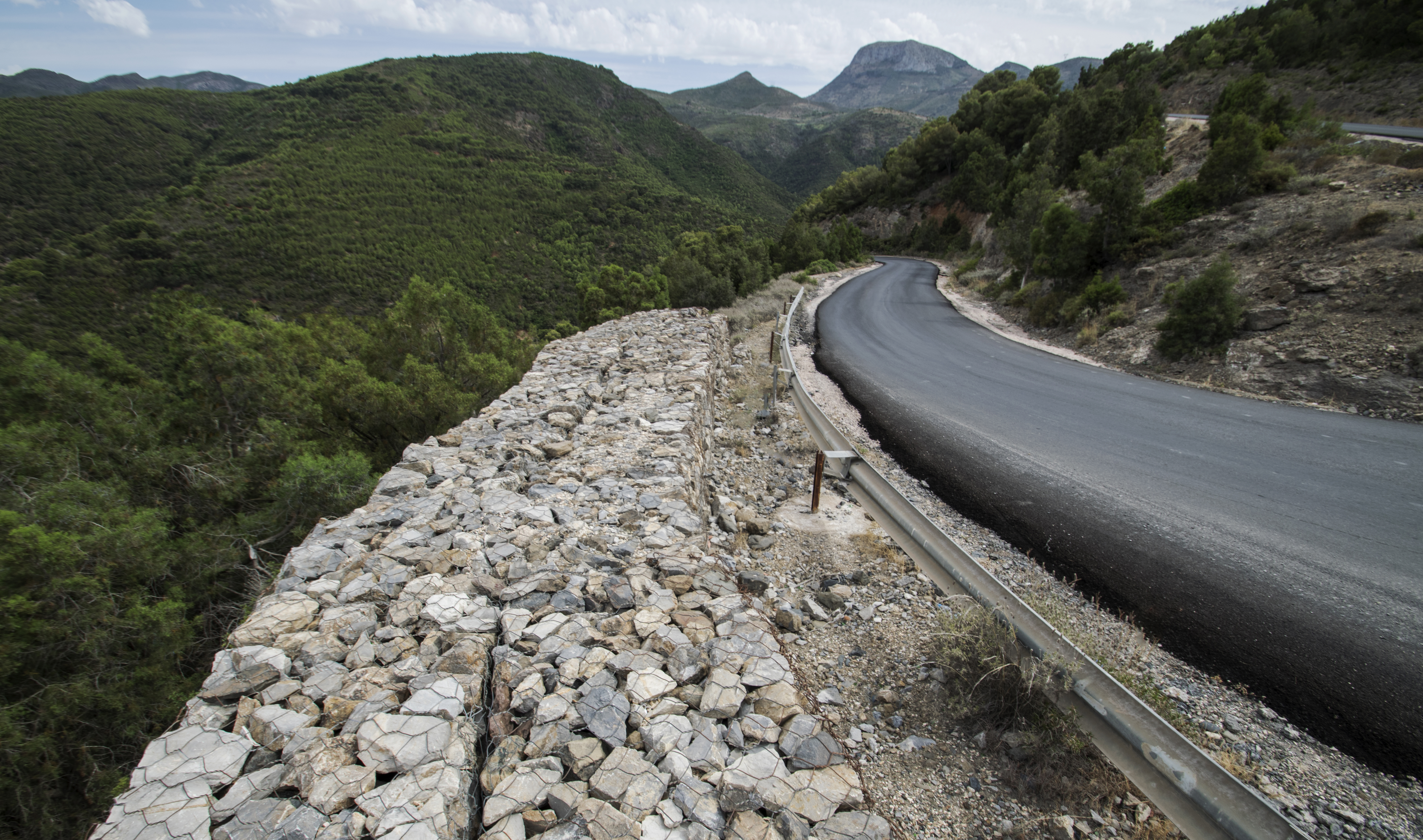
El lugar es el sitio de nacimiento de Abd al-Mu’min Ibn Ali, ubicado en el pueblo montañoso de Tajra, en la región de Tremecén.

Nació en una familia cenete en la ciudad de Nedroma (Oeste de Argelia), cerca de Tremecén, a finales del 1095. Su tribu estaba en conflicto con los almorávides, que en la época gobernaban las actuales Mauritania, Marruecos y el oeste de Argelia, y que los forzaron a refugiarse en las montañas de Atlas.
Desde el comienzo, fue uno de los hombres de confianza del fundador del movimiento almohade, Muhámmad ibn Túmart, que le confió importantes misiones. El fallecimiento de 1130 de Ibn Túmart, se mantuvo en secreto hasta el 1133, cuando varios de los notables almohades consiguieron que se hiciese con el mando del movimiento Abd al-Mumin, que se arrogó el título de califa. Por entonces los almohades se habían apoderado ya de parte del Alto Atlas.

## Califato
Tras hacerse con el poder, Abd al-Mumin se dedicó a extenderlo y acabar con el enemigo almorávide. En una primera fase que duró ocho años, multiplicó las campañas contra los almorávides para adueñarse del resto del Atlas. Seguidamente, entre el 1139 y el 1146, los desbarató definitivamente. El año decisivo fue el de 1145, en el que pereció en combate el emir Tasufín cerca de Orán y en el que los almohades conquistaron esta, Tremecén, Uchda y Guercif, además de Siyilmasa en el sur. En mayo del 1146, tomaron Fez, Mequinez, Salé y Ceuta y luego cercaron por fin la capital almorávide de Marrakech en junio, que cayó en sus manos en marzo del año siguiente. El emir almorávide falleció en la conquista.

Durante su califato favoreció a poetas y sabios como Ibn Tufail y Averroes.

Mapa de la península ibérica en 1157, mostrando las regiones de los almohades y los reinos de Portugal (P), León (L), Castilla (C), Navarra (N) y de la Corona de Aragón (A).

Su política era unificadora y expansionista, basada en la religión. En 1146, los almohades desembarcan en Cádiz para extenderse por la mitad sur de península ibérica, unificó las taifas para formar un gobierno islámico que pudiera hacer frente a los cristianos. En poco más de treinta años, los almohades consiguieron forjar un poderoso imperio que se extendía desde Santarém, en el actual Portugal, hasta Trípoli en la actual Libia, incluyendo todo el norte de África y el sur de la península ibérica.

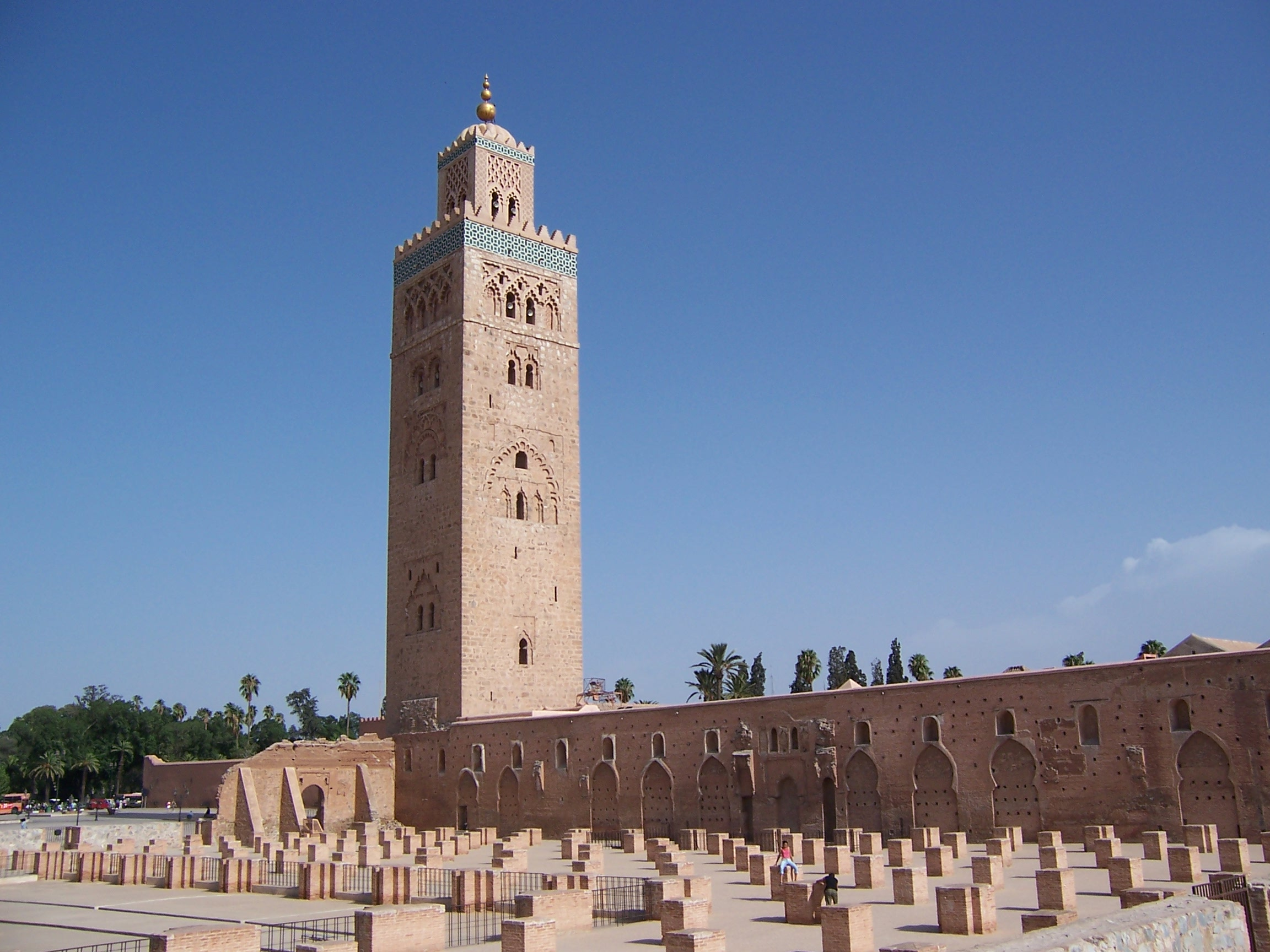
Mezquita Kutubía de Marrakech (Marruecos), construida por el primer Amir almohade, Abd al-Mumin, en el periodo 1133-1163.

En los últimos años de su califato faltaba dominar la revuelta de los cristianos de al-Ándalus, liderada por Muhámmad ibn Mardanís (conocido por los cristianos como el Rey Lobo). Hizo reconocer como heredero a su hijo Abu Ya‘qub Yúsuf. Con su ayuda, proyectó construir una fortaleza, en el margen izquierdo del río Bu Regreg, frente a la ciudad de Salé. El objetivo de esta fortaleza, llamada Ribat al-Fath (Campamento de la Victoria), futura Rabat, era preparar una flota destinada a invadir la península.
Enfermó durante el invierno del 1162-1163, al visitar la tumba del fundador del movimiento almohade en las montañas. Cuando murió, en mayo del 1163, en Salé, no había concluido este proyecto, que fue continuado por su sucesor, su hijo Abú Ya‘qub Yúsuf.

## Visires
Sus principales cuatro visires fueron:
- Abu Yaafar ibn Atia (1146-1157)
- Abu as-Salam al-Kumi (1157-1158)
- Abu Hafs ibn Abd al-Mumin (1158-1160)
- Abu al-Ala ibn Jami (1160-1163)